# Muzeum Fabryki w Łodzi
Muzeum Fabryki – muzeum przy ul. Drewnowskiej 58 w Łodzi (na terenie CH „Manufaktura”), prezentujące historię kompleksu fabryczno-mieszkalnego Izraela Poznańskiego, który w latach 2002–2006 został przekształcony w Centrum Handlowe „Manufaktura”.
Dawne imperium fabrykanta składało się z budynków przemysłowych, domów dla robotników, szpitala, kościoła oraz pałacu fabrykanckiego.
Kreację ekspozycji we wnętrzach Muzeum Fabryki zaprojektował Mirosław Nizio, który także współtworzył Muzeum Powstania Warszawskiego.